# Principal Reception Suite

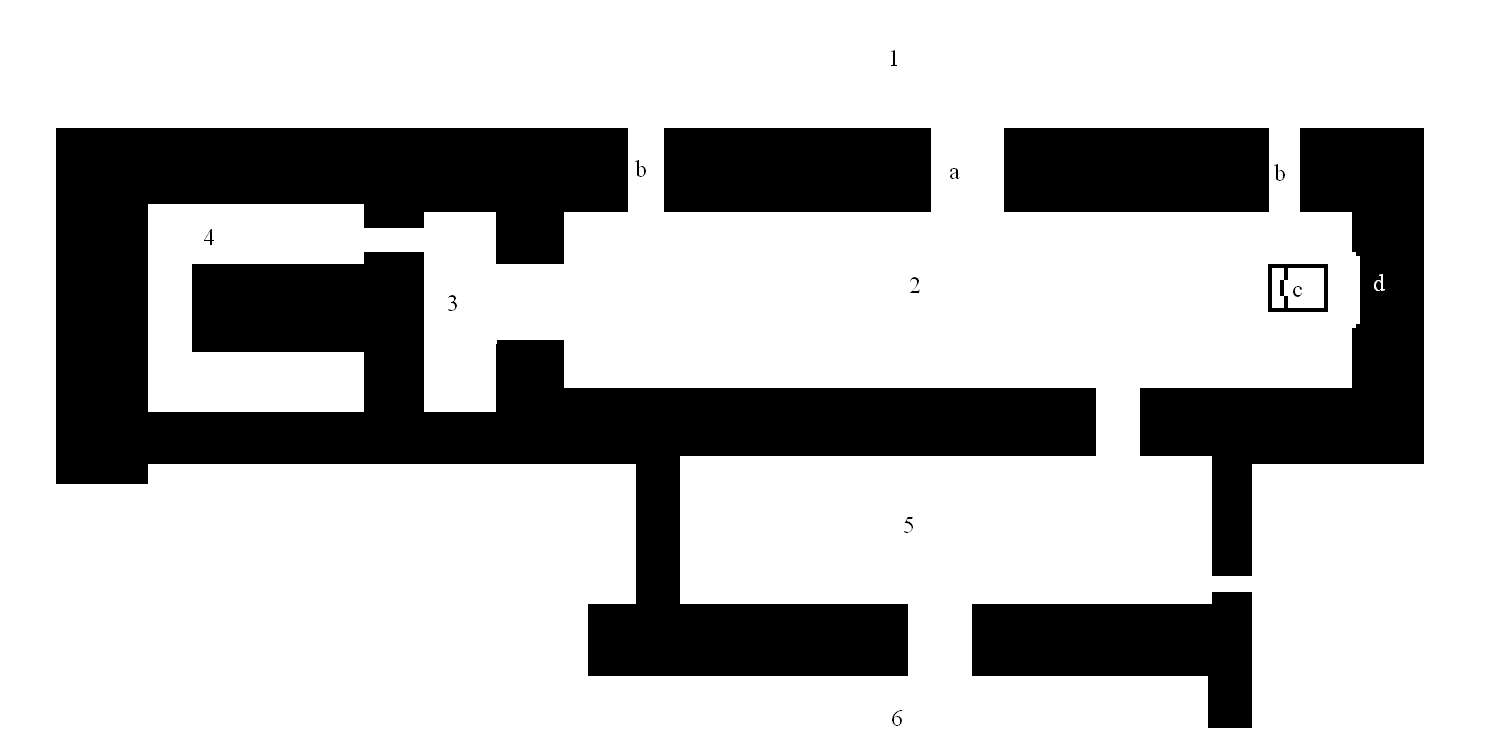
Schema einer Principal Reception Suite in Anlehnung an den Nordwestpalast in Nimrud

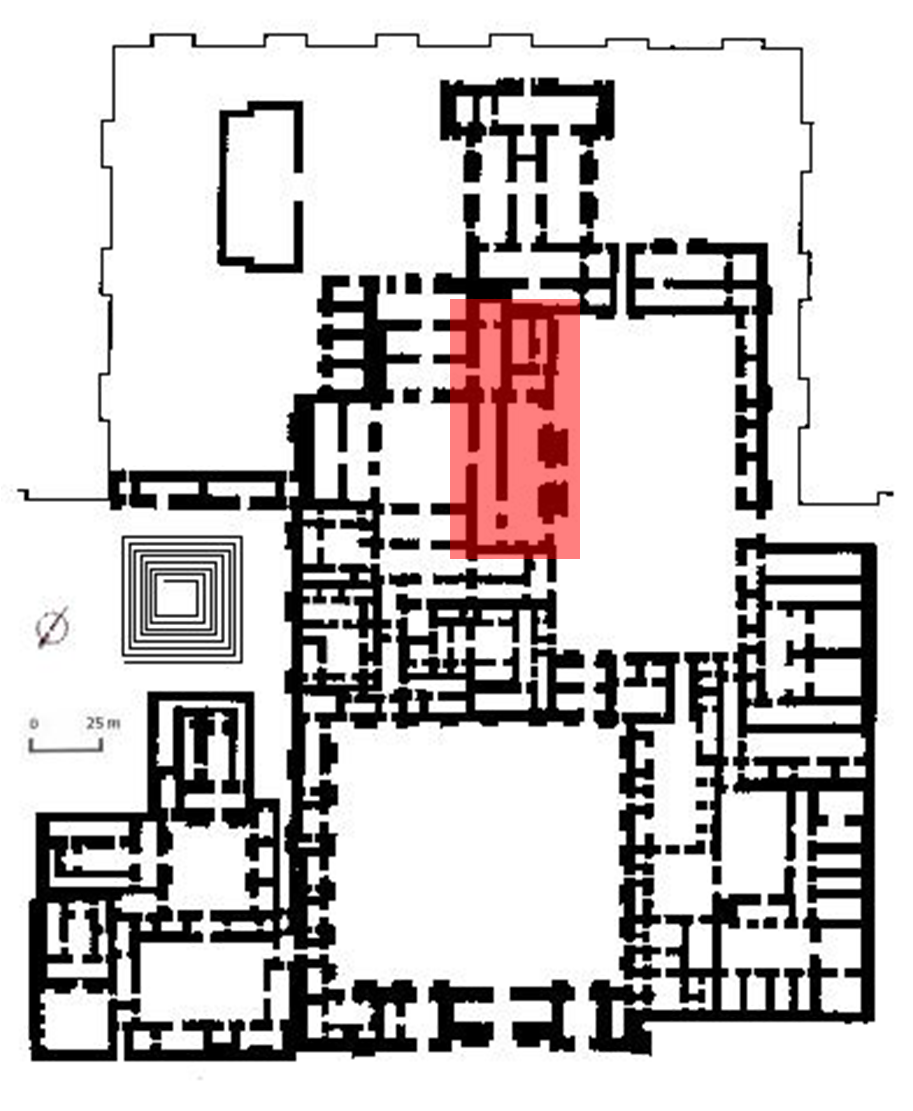
Palast von Dur Šarrukin mit hervorgehobener Principal Reception Suite

Als Principal Reception Suite (kurz: PRS) bezeichnet man die charakteristische Thronsaaleinheit neuassyrischer Paläste. Ihr Kernstück war ein, meist mit Reliefs oder Wandmalereien geschmückter, Thronsaal, der von einem Vorhof durch drei mit monumentalen Reliefs geschmückten Eingängen betreten werden konnte. Innerhalb des Thronsaals befand sich an einer Schmalwand ein Thronpodest, hinter dem häufig eine Nische mit besonders kunstvollen Reliefs ausgestaltet war, meist mit kultischen Szenen. Dem Thronpodest gegenüber befand sich hinter einem Vorraum ein Treppenhaus. In den größeren Palästen des 8. und 7. Jahrhunderts vor Christus lagen besonders prunkvoll ausgestattete Bäder in direkter Nachbarschaft zum Thronpodest. Die den Eingängen gegenüberliegende Seite besaß einen Durchgang, der über eine kleinere Halle auf einen Innenhof führte, an welchen sich die nicht-öffentlichen Teile des Palastes anschlossen.

## Thronsaal

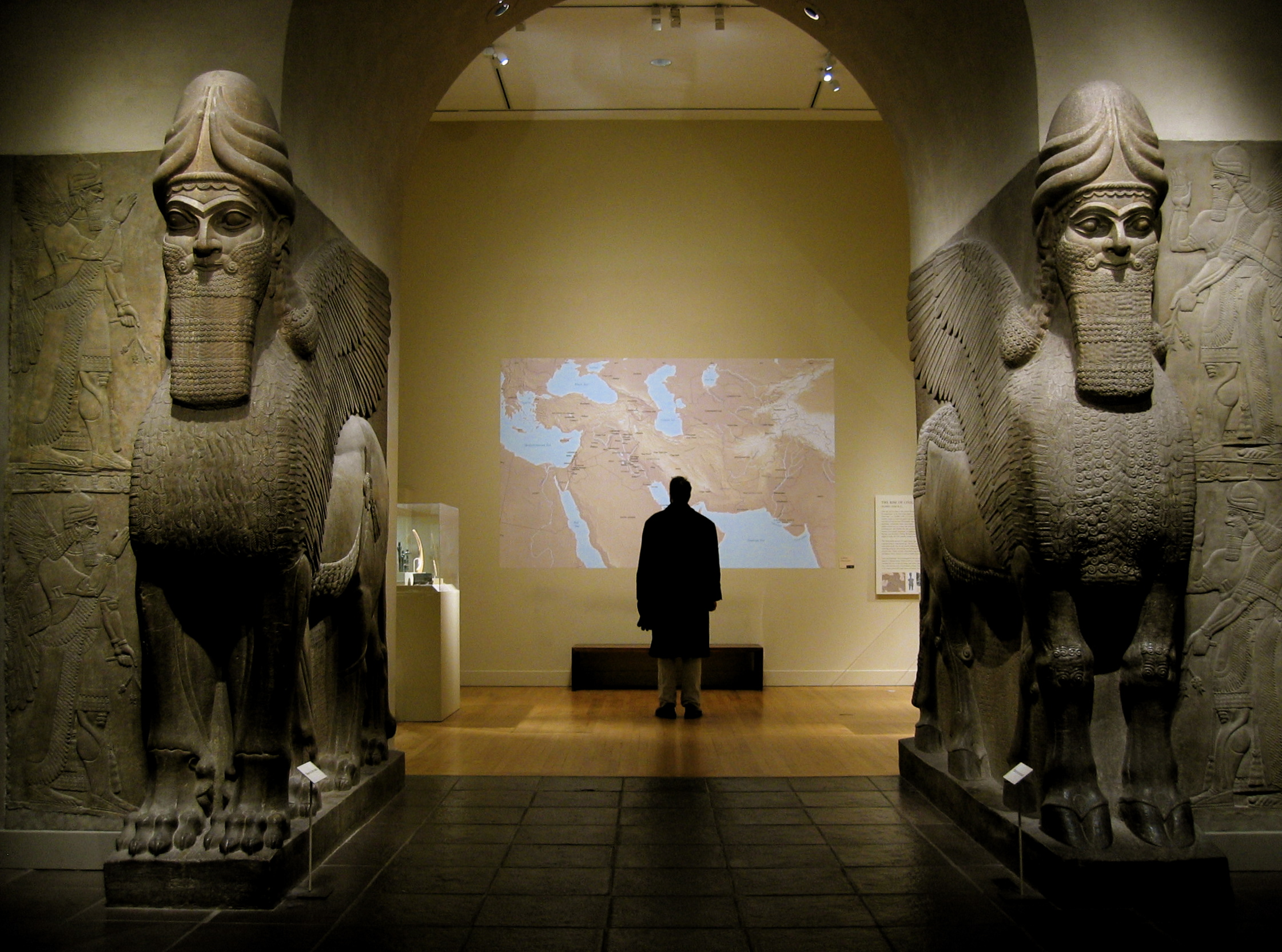
Rekonstruktion des zentralen Thronsaaleingangs von Nimrud flankiert von Lamassu-Reliefs

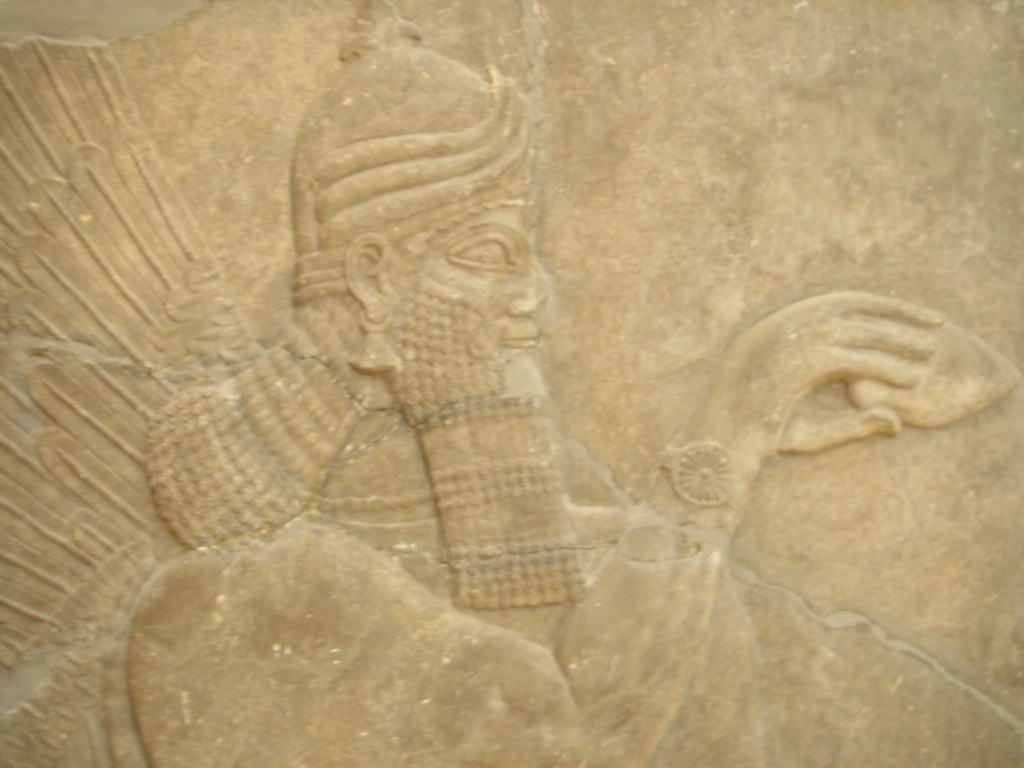
Ausschnitt eines Reliefs von der Schmalwand des Thronsaales in Nimrud

Der Thronsaal diente als repräsentative Empfangshalle des Königs. Er lag stets so, dass er vom Vorhof des Palastes aus betreten werden konnte, ohne dass Besucher Einblick in die internen und privaten Bereiche des Palastes gewinnen konnten. In der Regel befanden sich die drei Eingänge zum Thronsaal entlang seiner Längsachse, meist auf der Nordseite, so dass die Sonneneinstrahlung reduziert wurde. Einige kleinere Paläste, z. B. Palast Z in Ḫorsabad, besaßen nur einen einzigen Thronsaaleingang. Bei Thronsälen mit drei Eingängen waren die beiden äußeren etwas kleiner gestaltet, während der zentrale häufig durch Lamassu genannte apotropäische Figuren oder Türme verziert wurde.
An der Schmalwand, links des Eingangs, befand sich in der Regel ein steinernes Podest, auf welchem der Thron stand. Die Wand hinter dem Thronpodest war durch besonders kunstvolle Orthostatenreliefs geschmückt, die auch in einer Nische zurückgesetzt sein konnten. Auch das Thronpodest selbst konnte in eine solche Nische gesetzt sein. In jüngeren Palästen befand sich eine vergleichbare Nische gegenüber dem zentralen Eingang zum Thronsaal, was zur Annahme führte, dass der Thron zumindest zeitweise auch dort aufgestellt war.
Am Boden des Thronsaales befanden sich in der Regel Rillen, welche bis kurz vor das Thronpodest führten. Die exakte Funktion dieser Gebilde ist unklar, vermutlich dienten sie als Gleise für eine Heizeinrichtung oder als Sockel für schweres Kultinventar.

## Verbindungsraum
Der Verbindungsraum schloss sich direkt an den Thronsaal an und verband diesen mit dem Innenhof. Seitlich dieses Verbindungsraumes konnten sich weitere kleinere Kammern anschließen, die eventuell als Lagerräume oder aber auch als Unterkünfte für Staatsgäste genutzt worden sein könnten. Da in mehreren Palästen jedoch große Quartiere für Staatsgäste gefunden wurden, bleibt diese Vermutung hypothetisch.

## Vorraum und Treppenhaus
Gegenüber dem Thronpodest, zentral an der rechten Schmalwand des Thronsaales befand sich in der Regel der Durchgang zu einem kleinen Vorraum, der wiederum in ein Treppenhaus führte. Über das Treppenhaus gelangte man auf das Dach des Palastes oder in ein oberes Stockwerk, das eventuell als Wohnraum des Königs diente.

## Bäder
In einigen neuassyrischen Palästen besaß die Principal Reception Suite auch prunkvolle Bäder, die entweder direkt vom Thronsaal aus oder vom Vorraum zum Treppenhaus aus zugänglich waren. Einfachere Varianten waren mit Lehmziegeln ausgekleidet und mit Bitumen abgedichtet und besaßen einen Abfluss, der mit einem Tonpfropfen verschlossen werden konnte. In Nimrud befanden sich um den Abfluss herum vier Abdrücke, die eventuell von einer Art "Toilettenstuhl" herrühren. Die Hauptaufgabe der Bäder am Thronsaal dürfte jedoch in der Herstellung kultischer Reinheit gelegen haben, dies legen auch diverse Textfunde nahe (z. B. die "bit rimki"-Texte). Prunkvollere Anlagen waren mit Orthostatenreliefs ausgeschmückt, die meist rituelle Szenen und mythologische Figuren zeigen.